# Repülősávos rádiófrekvencia

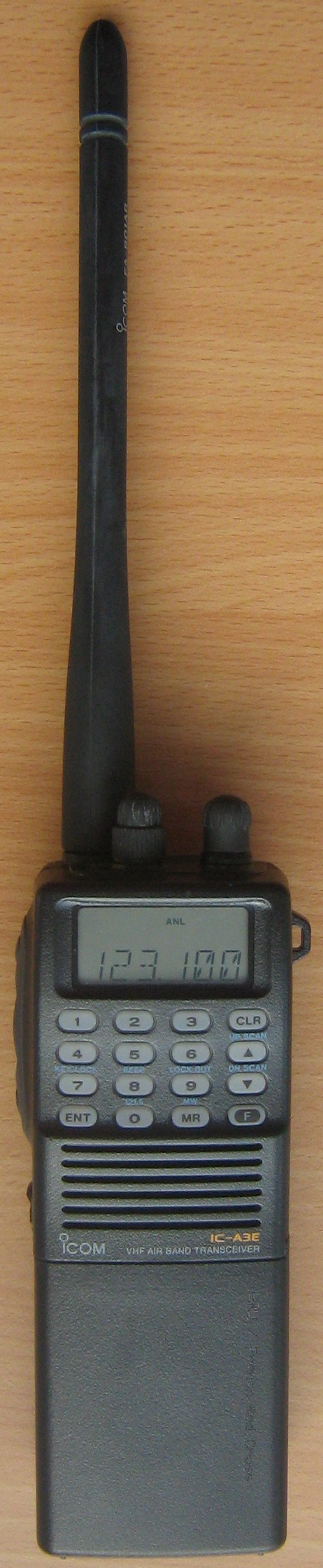
ICOM A3E repülősávos kézi adó-vevő

A repülősávos rádiófrekvencia gyűjtőfogalom egy világszerte azonosan meghatározott és elfogadott frekvenciatartományt jelent, amelyet a repülésben alkalmaznak, az ott elfogadott half-duplex rendszerű rádiózás megvalósításához. A jelmoduláció típusa AM, azaz amplitúdómoduláció, lévén az így modulált magasfrekvenciás hullám jól tűri az irányítatlan, nagy távolságú és magasságú jelátvitel sajátosságait.

## Konkrét frekvenciák
A civil (kis és nagygépes, magán és üzleti) repülőforgalom által használt teljes repülősáv a 108,000 MHz-től a 136,975 MHz-ig terjed. Ezen belül 108,000-tól 117,975-ig úgynevezett NAV (navigációs) tartomány, illetve 118,000-tól 136,975-ig a COM (kommunikációs) tartomány található, elkülönítve ezzel a két feladatot egymástól. Gyakorlatilag a teljes repülős sáv első harmada a navigációs eszközöké, a továbbiak pedig a verbális kommunikációra használatosak. Az előbbi (NAV) tartományban üzemelnek a VOR és ILS irányadók, illetve leszállítórendszerek. A kommunikációs tartományt az egyes országok ‑ a szomszédos országokkal közösen ‑ úgy osztják fel, hogy a határmenti repülőforgalom rádióforgalmazása ne okozzon fennakadást a két ország repülésirányítási rendszerében. Ez gyakorlatilag úgy történik, hogy a szomszédos országok nem használnak azonos frekvenciákat az egymáshoz közel eső területeken, illetve elfogadják a nemzetközileg általánosan meghatározott frekvenciákat.
Az egyes frekvenciákat többnyire 25 kHz lépésközzel különítik el egymástól, így például a 118,100 MHz-et a 118,125 majd 118,150 MHz követi sorban.Gyakran előfordul kisebb frekvencia osztás is. Az adott ország konkrét frekvencialistáját az országban működő irányítószolgálat hivatalos fórumain teszik közzé. Magyarországon a Hungarocontrol látja el a légiforgalom irányításával járó felelősségteljes feladatokat.
A katonai frekvenciatartomány a civil fölött helyezkedik el, és haderőnként/országonként változó. Így terjedhet 320 MHz-től 400 MHz-ig, illetve 400-tól 470-ig és 808-tól 1000 MHz-ig (azaz 1 GHz-ig). (A katonai jellegből adódóan lehetnek olyan frekvenciák is, amelyeket a civil szakma nem ismer, lévén ezek valószínűen titkosak).
A civil szférában használatos repülőgépeken (amelybe értendő az összes nem katonai repülőgép) nincs lehetőség a fentebb említett polgári frekvenciákon kívül másmilyen frekvencia beállítására, a beépített rádióberendezések csak a megadott tartományban üzemelnek.

## Kiemelt frekvenciák
A kommunikációs tartományban egyezményesen meghatározott frekvenciák vannak, amelyek közül az egyik kiemelkedően fontos és nemzetközileg ismert: a 121,5 MHz. Ez a vészhelyzeti frekvencia, amelyen kezdeményezett adásokat a keresőszolgálatok bemérik, így próbálják meg lokalizálni a vészhelyzet pontos földrajzi koordinátáit. Ezen a frekvencián kezdeményezett rádióadás mindenképpen vészhelyzetet feltételez, ezért a pilóták csakis kizárólag vész esetén használhatják. Egyes rádiók automatikusan adásra kapcsolnak a 121,5 MHz beállításakor, megkönnyítve ezzel egy szorult helyzetben lévő pilóta dolgát, illetve így a folyamatos jel könnyebben bemérhető.
A 123,1 MHz az előbbit kiegészítendő, a kutató és mentőszolgálatok által használatos frekvencia.
Léteznek még repüléstájékoztató frekvenciák is, amelyek országonként változóak, de abban mind közös, hogy az adott ország területén átjátszóállomások segítségével az adott körzetben repülő összes repülőgép hallja a repülésirányítót, még akkor is, ha az egyes gépek már egymáshoz képest kívül esnek a repülőgép beépített rádiójának hatósugarán. Így az irányító mindenkit hall, és őt is mindenki hallja, de az egymástól távol eső gépek egymást nem feltétlenül, amire a gyakorlatban nincs is igény, hiszen a repülésben a rádiózás elsődleges célja a biztonságos elkülönítés megteremtése. A közös kommunikációra elsősorban az azonos körzetben repülő gépeknek van igazán szükségük a forgalmi sorrend meghatározásához, illetve az ütközéses balesetek elkerüléséhez akár a földön, akár a levegőben.

## Rádiófegyelem
A kétirányú szimplex kommunikáció sajátosságai miatt úgynevezett „rádiófegyelem”-re van szükség a repülős sávon történő verbális („szóbeli”) forgalmazás során. A rádióadást kezdeményező fél minden esetben előbb belehallgat a frekvencián esetlegesen éppen zajló forgalomba és csak akkor kezdeményez adást, ha az előbbi „beszélgetés” befejeződött, illetve előreláthatólag szünetel annyi ideig, hogy az ő közleménye szabadon beleférjen. Mivel az egymáshoz viszonylagosan közel eső (akár igen nagy távolságon illetve magasságon repülő gépek esetében) az azonos frekvencián lévő valamennyi állomás hallja az adást, így mindenki azonosítani tudja, hogy éppen van-e lehetősége a körzetben adást kezdeményezni, avagy sem. A rádiófegyelem megköveteli, hogy csakis a repüléshez konkrétan szükséges és elégséges információcsere történjen, megelőzve ezzel az adott frekvencia túlzott foglaltságát. Amennyiben egy frekvencián valaki éppen adást kezdeményezett és egy másik állomás „összead” vele, egyik állomás sem lesz hallható, hanem jellegzetes elektrosztatikus zörej vagy az „egymásra adó” rádiók jelének összegerjedéséből eredő sípoló hang lesz hallható. Ilyenkor a vevő fél (többnyire a repülésirányító, vagy egyéb földi szolgálat) az első adandó alkalommal közli ezt a tényt és megszólításos alapon kér forgalmat az egyik féltől. A megszólítás, illetve a forgalmazás minden esetben a repülőgép lajstromjelének vagy a hívójelének bemondásával történik, ezzel azonosítható egyértelműen a légijármű. A nemzetközi kereskedelmi légiforgalomban a hívójel többnyire a légitársaság nevére jellemző betűkódból és járatszámból áll (pl.: BAW633), azaz itt az üzembentartó országra jellemző lajstromjel nem használatos úgy, ahogyan az a kisgépes belföldi repülésnél elfogadott és megszokott mód. A betűket és számokat minden esetben egyesével, az ICAO fonetikus ábécé szócikkben részletezett kötöttségek szerint kell kimondani a tévesztések csökkentése végett.

## Szabad hozzáférés
A repülősávon történő civil adások kódolatlanok, így bárki számára hozzáférhetőek. Rádióamatőrök kedvelt időtöltése az országok felett áthaladó gépek kommunikációjának megfigyelése. Annyira elterjedt hobbi ez, hogy a rádiókészülékeket gyártó cégek felismerve a piaci igényt, olcsó kézi vevőket gyártanak, amelyek adó hiányában csak hallgatózásra használhatók, de kedvező áruk miatt a repülést kedvelők könnyen hozzájuthatnak. Már olyan internetes honlap is létezik, amelyen ilyen irányítószolgálati frekvencia hallgatható. A belföldi forgalom magyar nyelvezetét viszonylag könnyebb megérteni, bár itt is szükséges a megfelelő szakmai ismeret az elhangzottak teljes megértéséhez. A nemzetközi forgalom nyelve az angol, de egy sajátságos szabályrendszer szerint folyik a kommunikáció, amit a repülőszakma angol fóniának nevez. Erről bővebben a szakszolgálati engedély szócikkben lehet olvasni.

## További repülős frekvenciasávok
A verbális kommunikációra nem használt, de a navigáláshoz és a leszállítórendszerekhez alkalmazott egyéb frekvenciák a következők: 
- 255‑495 kHz Útvonal irányadók (NDB)
- 505‑1606,5 kHz Bevezető irányadók
- 108‑111,975 MHz Műszeres leszállító rendszer iránysávadó (ILS LOC)
- 108‑117,975 MHz Közelkörzeti körsugárzó rádió-irányadó rendszer (TVOR) illetve az útvonali körsugárzó rádió-irányadó rendszer (VOR)
- 328,6‑335,4 MHz Műszeres leszállító rendszer siklópályaadó (ILS GP)
- 960‑1215 MHz Távolságmérő berendezés (DME) és Harcászati léginavigációs rendszer (TACAN)
- 5030‑5150 MHz Precíziós megközelítés és leszállítás célú mikrohullámú leszállító rendszer (MLS)

## Külső hivatkozások
- A Hungarocontrol honlapja
- Magyarország Repülőterei
- Nemzeti Hírközlési Hatóság